# 聖母聖心愛子會
聖母聖心愛子會（拉丁語：Cordis Mariae Filius；簡稱），全名聖母無玷聖心愛子會，俗稱柯樂仁會（Claretians），是一個起源於西班牙的天主教傳教修會，由聖安道‧柯樂仁與五位傳教士於1849年7月16日在西班牙加泰隆尼亞的維克創立，奉聖母無玷聖心為主保。
截至2005年底，聖母聖心愛子會共有3,124名會士，分布在全世界60個國家的441處會院，其中的2,114位是神父。聖母聖心愛子會進入大中華地區則始於1927年，當時以「聖母聖心孝子會」名稱在中國安徽省黃山建立福傳事業，至1950年被迫離開中國大陸；目前在澳門與台灣設有會院，以從事堂區牧民與文化事業為主。

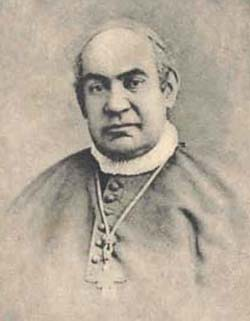
聖安道‧柯樂仁，聖母聖心愛子會會祖
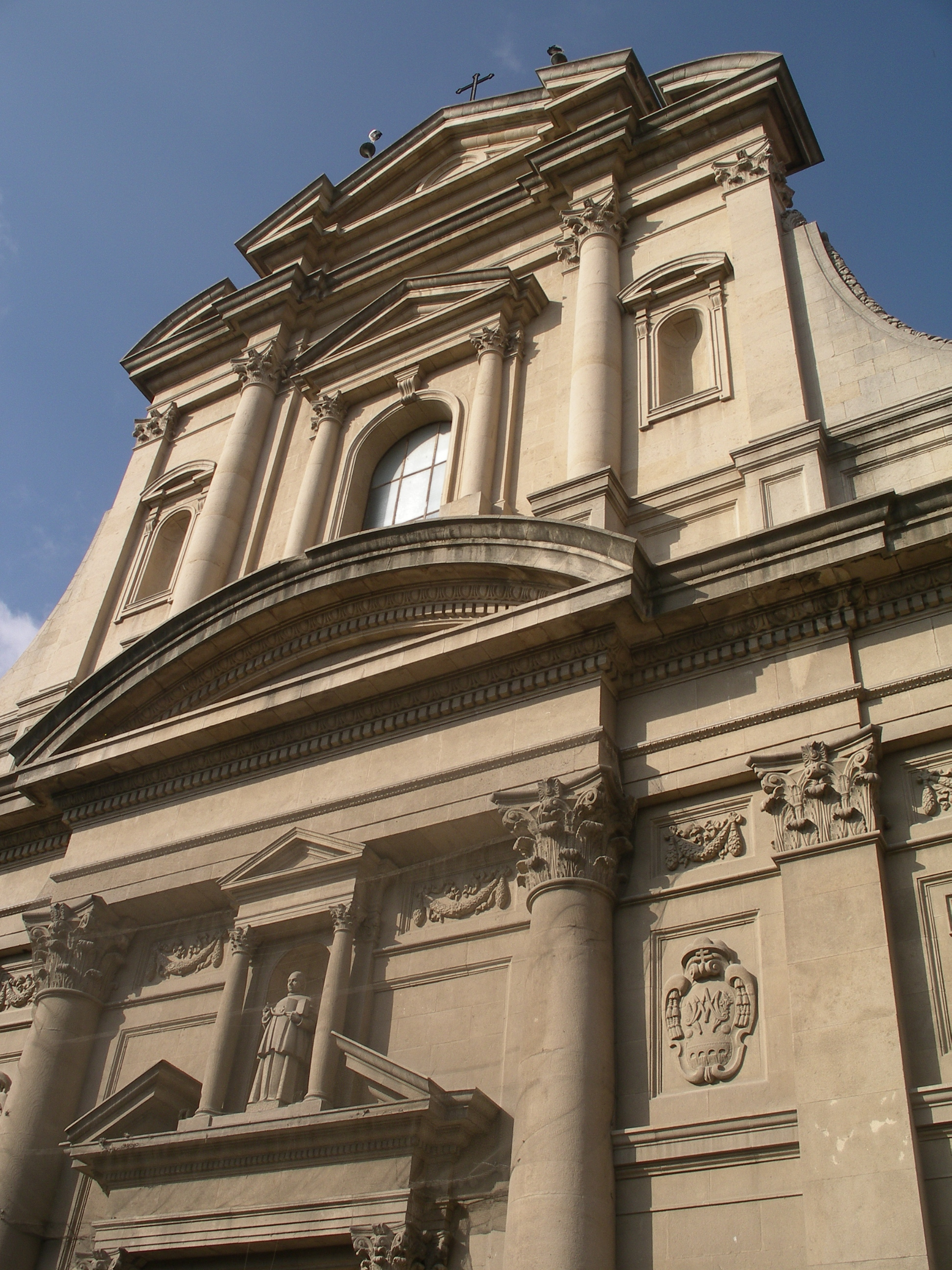
位於維克的聖母聖心愛子會母院，聖安道‧柯樂仁亦安葬於此
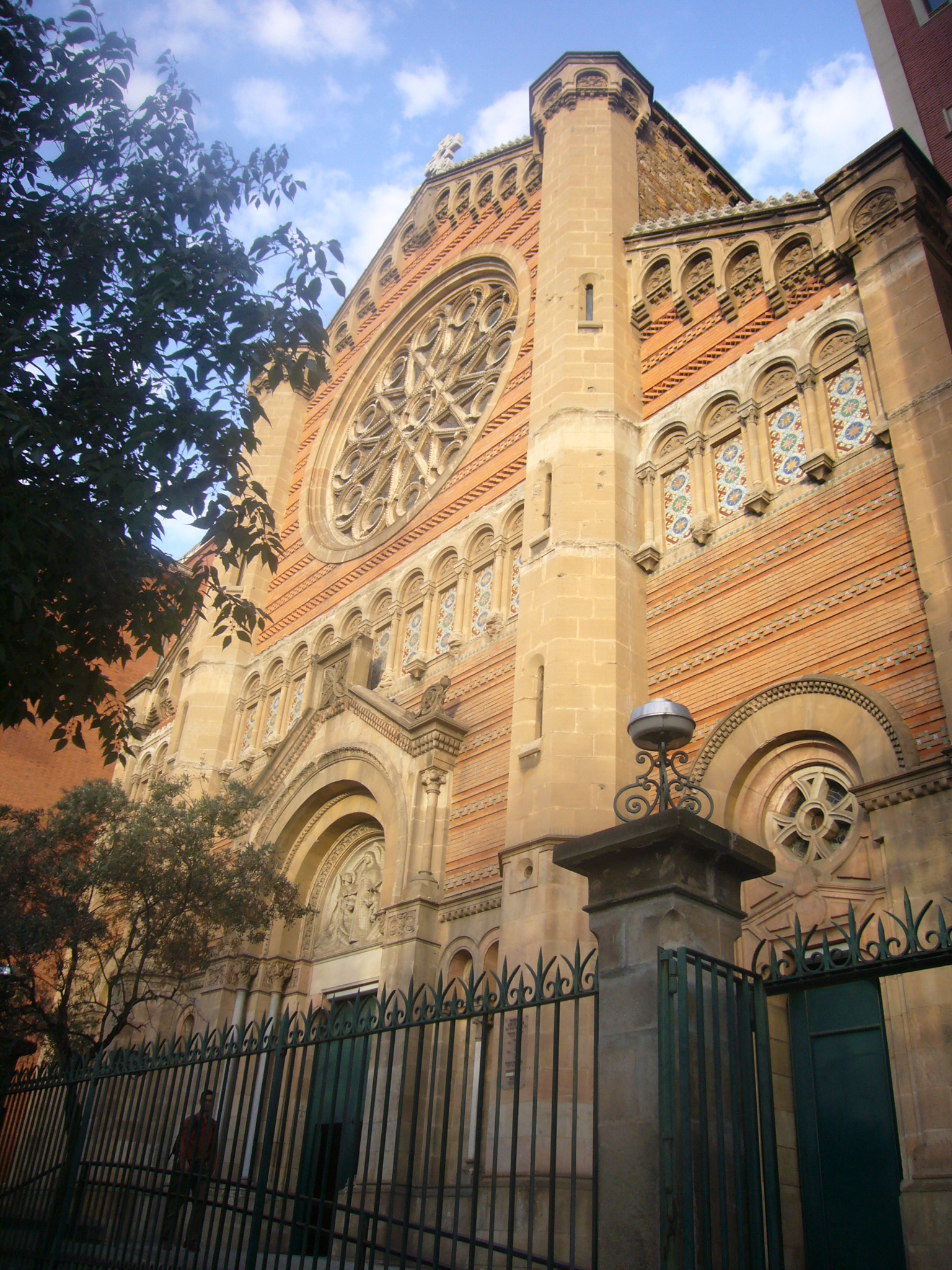
位於巴塞隆納的聖母無玷聖心堂（Església de l'Immaculat Cor de Maria）
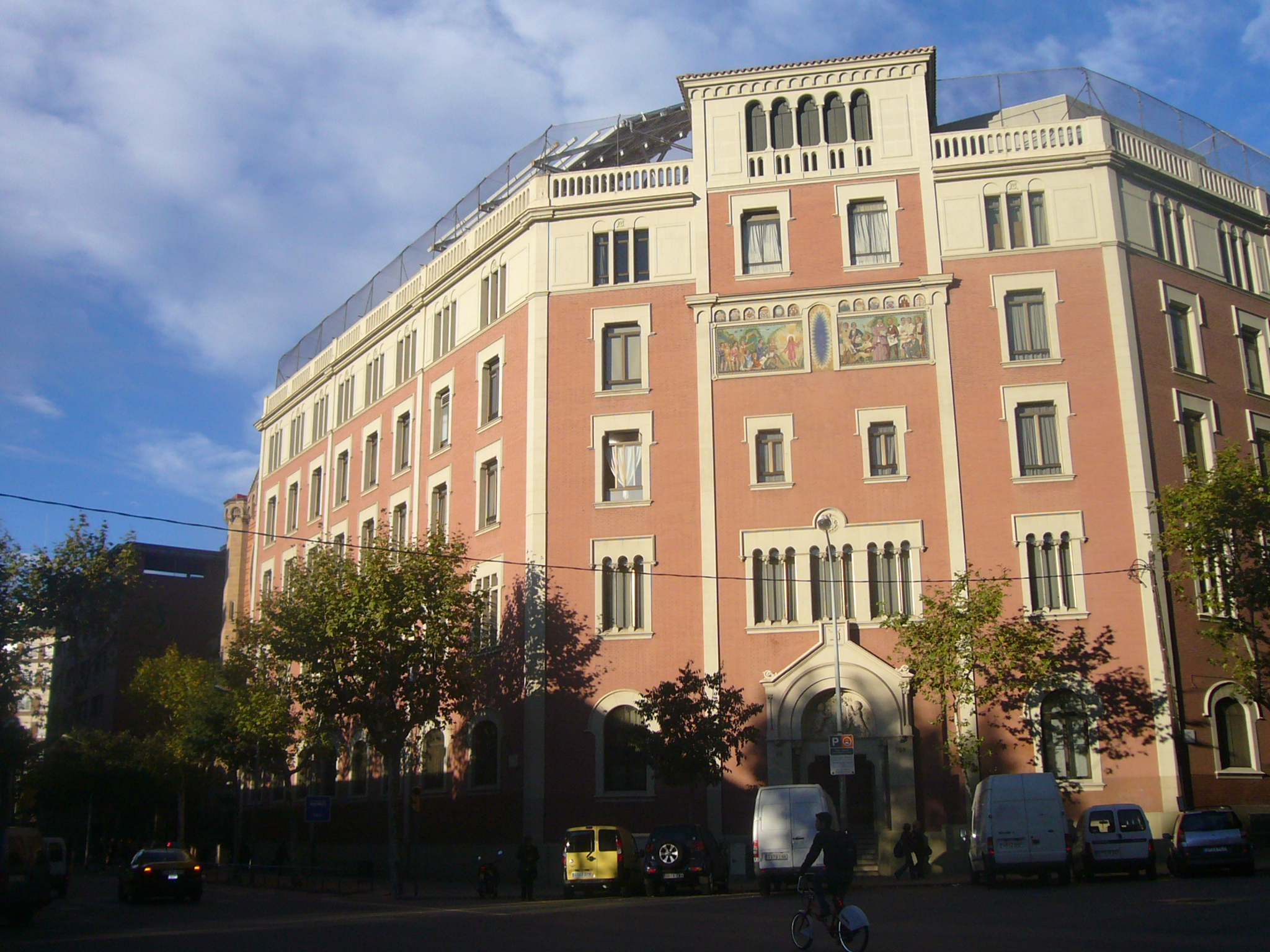
巴塞隆納的柯樂仁學院（Col·legi Claret de Barcelona），毗鄰教堂
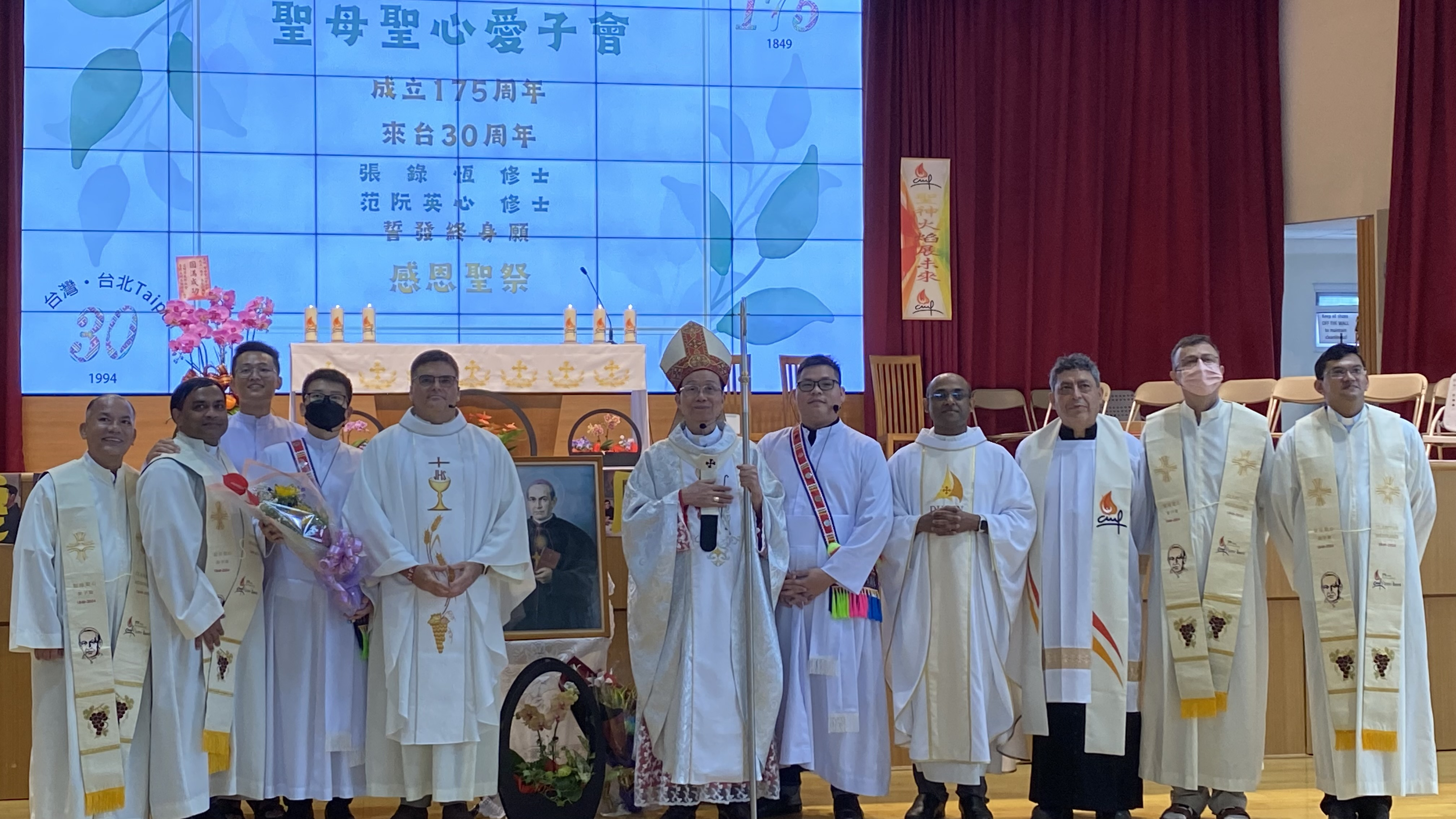
聖母聖心愛子會在台會士與台北總主教鍾安住合影（2024年7月20日攝）

## 外部連結
- 聖母聖心愛子會全球網站
- 樂仁出版社（由聖母聖心愛子會在澳門成立）
- 聖母聖心愛子會台灣網站 （页面存档备份，存于）